# فورد ر. بريان
فورد ر. بريان (بالإنجليزية: Ford R. Bryan)‏ هو كيميائي أمريكي، ولد في 13 مايو 1912، وتوفي في 14 مايو 2004.